# 弗拉克斯兰登
弗拉克斯兰登（法語：Flaxlanden，发音：[flakslandən]；德语：Flachslanden）是法国上莱茵省的一个市镇，属于米卢斯区（Mulhouse）布伦什塔特县（Brunstatt）。该市镇总面积4.33平方公里，2009年时的人口为1468人。

## 人口
弗拉克斯兰登人口变化图示